# Словенский легион
Словенский легион (словен. Slovenska legija) — словенское воинское формирование, сотрудничавшее с итальянскими фашистами и немецкими нацистами в годы Второй мировой войны. Де-факто являлось боевым крылом Словенской народной партии.

## История
Организация подпольного антиюгославского вооружённого формирования началось в конце апреля 1941 года в разгар боевых действий на Балканах. Первая встреча служащих легиона состоялась 29 мая 1941 года в Любляне, на ней присутствовало 12 представителей Словенской народной партии, представители молодёжных радикальных националистических организаций, Союзов рабочих кооперативов и объединений, юношеских организаций и Крестьянского союза. Основными целями работы легиона было вооружение словенских националистов, борьба против югославских партизан-коммунистов и сбор информации для итальянских и немецких войск.
Командовал легионом изначально Рудольф Смерсуй, в октябре 1943 года его сменил Мирко Битенц. В состав генерального штаба легиона входили десять человек, каждый из которых исполнял свои индивидуальные обязанности: Рудольф Смерсуй занимался вопросами оргиназации, Альбин Шмайд отвечал за разведку, Йоже Содя руководил отделом пропаганды, вопросы по техническому оснащению решал Эрнест Петерлин. Каждый из членов легиона приносил присягу.
В ноябре 1941 года легионеры начали издавать газету «Свободная Словения» (словен. Svobodna Slovenija), главным редактором газеты являлся Милош Старе. При поддержке Словенской народной партии численность легиона постоянно возрастала, и к концу 1941 года во всех районах провинции Любляны насчитывались ячейки легиона. Минимальной тактической единицей легиона являлись тройки, из которых составлялись группы, группы входили в состав десятков, десятки входили в состав рот, а роты входили в состав батальонов. В конце 1941 года в легионе насчитывалось 5 тысяч человек, со временем его численность выросла до 8 тысяч человек.
Несмотря на своё сотрудничество с итальянскими и немецкими войсками, легион постепенно налаживал контакты с британской разведкой и правительством Югославии в эмиграции. Страх перед партизанами вынуждал словенцев активно вступать в легион (особенно много добровольцев пришло в 1942 году). После капитуляции Италии легион понемногу стал распускаться: большая его часть вошла в территориальные подразделения милиции, некоторые ушли в Словенскую национальную армию.